# エッツォ (ロートリンゲン宮中伯)
エッツォ（Ezzo, 955年ごろ - 1034年5月21日）またはエレンフリート（Erenfrid, Ehrenfried）は、ロートリンゲン宮中伯（在位：1015年 - 1034年）。Ezelin, Hezelin, HezeloまたはHeziloとも綴られる。

## 生涯
エッツォはロートリンゲン宮中伯ヘルマン1世とハイルヴィヒ・フォン・ディリンゲンの息子である。神聖ローマ皇帝オットー2世の娘マティルデと結婚した。
皇帝の娘がその地位にふさわしい待遇を受けることを保証するために、エッツォはザウアーラントのアウエルガウとヴァルデンブルクを含む多くの伯領とフォークタイに加え、王宮とザールフェルト高地を含むザールフェルトの帝国領、ザールフェルトの南西から山の尾根までの地域を含むオルラガウ南部、およびザーレ川からマイン川までの重要な軍事および貿易ルートに沿ったコーブルク山周辺のさらに南の地域をも受け取った。
エッツォはラインバッハ近くのトンブルグ（1000年以降）やミヒャエルスベルクなどの広大な領地を支配した。これにより、ケルン大司教との権力闘争が起こった。エッツォの娘リヘザは、ザールフェルト、オルラガウ南部、コーブルク地方を含む領地の一部を相続した。1063年にこれらの領地はケルン大司教区に移され、ザールフェルトのベネディクト修道院が創建された。
1024年、エッツォ夫妻はブラウヴァイラーにベネディクト会修道院を創建し、同修道院に2人とも埋葬された。

## 子女
エッツォとマティルデの間には10子が生まれた。
- リヘザ（994年頃 - 1063年） - 1013年にポーランド王ミェシュコ2世と結婚
- ヘルマン2世（995年 - 1056年） - ケルン大司教（1036年 - 1056年）
- リウドルフ（998年頃 - 1031年） - ズトフェン領主
- オットー1世（998年頃 - 1047年） - ロートリンゲン宮中伯（1035年 - 1045年）、シュヴァーベン大公（オットー2世、1045年 - 1047年）
- アーデルハイト - ニヴェル女子修道院長
- イダ（1060年没） - 聖マリア・イン・カピトール女子修道院長
- テオファヌ - エッセン女子修道院長およびガンダースハイム女子修道院長
- ハイルヴィヒ - ノイス、フィリヒおよびディートキルヒェン（フィリヒのライン川対岸）の女子修道院長
- ゾフィー（1031年以前没）
- マティルデ - ディートキルヒェンおよびフィリヒの女子修道院長